# Nampula (provincie)
Nampula is een van de tien provincies van Mozambique en ligt in het noordoosten van het land. De provinciale hoofdstad is de gelijknamige stad Nampula. De provincie is meer dan 81.000 vierkante kilometer groot en telde in 1997 bijna drie miljoen inwoners. Daarmee heeft Nampula de grootste bevolking van het land. Tot 1978 hadden de huidige provincies van Mozambique de status van district. In 1977 was de naam van het district Mozambique gewijzigd in Nampula. Een van de districten van de provincie, het eiland Ilha de Moçambique, staat sinds 1991 op de werelderfgoedlijst van UNESCO vanwege de historische stad uit het Portugese koloniale tijdperk.

## Grenzen
De provincie Nampula ligt aan de kust van Mozambique:
- Tegen het Kanaal van Mozambique in het oosten en het zuidoosten.

Nampula heeft verder drie provinciale grenzen:
- Met Niassa in het noordwesten.
- Met Cabo Delgado in het noorden.
- En met Zambezia in het zuidwesten.

## Districten
De provincie is verder verdeeld in 21 districten:
- Angoche
- Cidade de Nacala-Porto
- Cidade de Nampula
- Ilha de Moçambique
- Lalaua
- Malema
- Meconta
- Mecuburi
- Memba
- Mogincual
- Mogovolas

- Moma
- Monapo
- Mossuril
- Muecate
- Murrupula
- Nacala-Velha
- Nacaroa
- Namapa-Erati
- Rapale-Nampula
- Ribaue

Cabo Delgado · Gaza · Inhambane · Manica · Maputo · Nampula · Niassa · Sofala · Tete · Zambezia · Maputo (stad)